# Editorial independent
Una editorial independent és una editorial que no pertany a cap gran grup editorial ni a cap grup financer i, per tant, contribueix a desmonopolitzar un mercat editorial concret.
El 2023, a escala mundial, les editorials independents facturaven uns 337.000€ i aplegaven uns 2.600 treballadors. Encara més, en el mercat literari francès, arribaven a suposar el 10 % dels ingressos del sector.
En la dècada del 2010, en el context de la crisi econòmica, a Catalunya van néixer moltes editorials independents, com ara Raig Verd, Males Herbes i L’Altra Editorial; en paral·lel amb diverses llibreries independents com ara la Llibreria Ona de Gràcia i la Llibreria Calders de Sant Antoni (Barcelona). El 2013, unes quantes editorials independents d'arreu dels Països Catalans es van coordinar per a crear la plataforma Llegir en Català. En la dècada del 2020, es consideraven editorials independents les que no formaven part de Penguin Random House, Abacus Futur ni Grup62.
Més enllà de l'àmbit català, existeix també l'Aliança Internacional d'Editorials Independents, que advoca per la bibliodiversitat, és a dir, la diversitat d'agents de producció literària. Segons dades de la mateixa coalició, el 2025 aglutinava 980 editorials d'arreu del món.